# Fernando Hidalgo
Fernando Hidalgo (n. Latacunga, Ecuador; 20 de mayo de 1985) es un futbolista ecuatoriano. Juega de volante y su equipo actual es Club Atlético Vinotinto de la Segunda categoría de Pichincha.

## Trayectoria
Fernando Hidalgo salió de las inferiores de Deportivo Quito, se destacó y fue un jugador clave para el equipo. A medida que fue creciendo en el fútbol, por pedido del entonces director técnico Ever Hugo Almeida, fue contratado por Barcelona SC para la temporada 2008, no tuvo muchas oportunidades de ser titular. Desde que Reinaldo Merlo se hizo cargo a mediados de 2008, Fernando se convirtió en un jugador valioso para la alineación inicial. Marcó su primer gol con el Barcelona, en una marcada victoria por 3-0 contra Emelec. 
En el 2008 Sixto Vizuete toma a cargo la dirección técnica de la selección ecuatoriana y convocó a Fernando Hidalgo de manera muy regular, en las eliminatorias rumbo a Sudáfrica 2010. Hidalgo hace su debut oficial con Ecuador contra Chile en Santiago de Chile, última fecha de Eliminatorias (octubre 2009). Fernando Hidalgo en el 2010 vuelve a la selección llamado por Reinaldo Rueda en su primera convocatoria.
Por pedido exclusivo del DT Edgardo Bauza, Fernando Hidalgo es transferido desde la temporada 2011 a Liga Deportiva Universitaria. Llegó junto con Liga a la final de la Copa Sudamericana 2011, en donde fue subcampeón.

## Clubes
- Actualizado el 26 de octubre de 2023.

| Club             | País          | Año           | PJ  | Goles |
| ---------------- | ------------- | ------------- | --- | ----- |
| Tungurahua S. C. | Ecuador       | 2005          | 15  | 4     |
| Deportivo Quito  | Ecuador       | 2006-2007     | 79  | 4     |
| Barcelona S. C.  | Ecuador       | 2008-2010     | 101 | 3     |
| Liga de Quito    | Ecuador       | 2011-2017     | 243 | 9     |
| Aucas            | Ecuador       | 2018          | 6   | 0     |
| Quiteños F. C.   | Ecuador       | 2019          | 9   | 1     |
| Atlético Porteño | Ecuador       | 2019          | 17  | 1     |
| Cumbayá F. C.    | Ecuador       | 2020-2022     | 41  | 12    |
| Cuniburo F. C.   | Ecuador       | 2022-act.     | 36  | 0     |
| Total carrera    | Total carrera | Total carrera | 511 | 34    |

## Palmarés

### Campeonatos nacionales
| Título            | Club          | País    | Año  |
| ----------------- | ------------- | ------- | ---- |
| Serie B           | Cumbayá F. C. | Ecuador | 2021 |
| Segunda Categoría | Cuniburo      | Ecuador | 2022 |